# Archie Bronson Outfit
Archie Bronson Outfit es una banda de rock inglesa. Se conocieron en Kingswood School.
Después de dejar su Somerset natal, la banda se mudó a Londres, donde fueron descubiertos por Laurence Bell, jefe de Domino Records. La banda tocaba en el bar local de Bell, "The Cat's Back" en Putney. La banda lanzó su álbum debut Fur en 2004. Fur fue producido por Jamie "Hotel" Hince de The Kills.
La banda lanzó su segundo álbum, Derdang Derdang, el 3 de abril de 2006. El álbum fue grabado en Nashville en el verano de 2005 y producido por Jacquire King. El álbum recibió críticas generalmente excelentes, con Uncut, musicOMH y Mojo otorgándole cuatro estrellas de cinco. La revista londinense Time Out le otorgó cinco estrellas de cinco. Ambos álbumes, Fur y Derdang Derdang, cuentan con un colaborador ocasional y un cuarto miembro secreto en ese momento, Duke Garwood, en clarinete y rhaita (un instrumento de lengüeta marroquí). Archie Bronson Outfit realizó una exhibición en el festival South by South by Southwest de 2006 en Austin, Texas. La banda solía actuar en el escenario acompañada de un ganso de plástico iluminado. En diciembre de 2006, Mojo votó a Derdang Derdang como el quinto mejor álbum de 2006 en su encuesta de fin de año superando a notables como Cat Power y Sonic Youth.
En enero de 2007, ganaron el premio South Bank/Times Breakthrough Award y tocaron en vivo en el evento televisivo T-Mobile Transmission en abril de 2007.
Archie Bronson Outfit lanzó su tercero, Coconut, el 1 de marzo de 2010. Fue su primer LP en casi cuatro años con el sello Domino Records. Hicieron una gira por el Reino Unido en marzo de 2010 para apoyar el lanzamiento del álbum.

## Discografía
- 2004: Fur
- 2006: Derdang Derdang
- 2010: Coconut
- 2014: Wild Crush